# الفصيلة المتخصصة اداريا

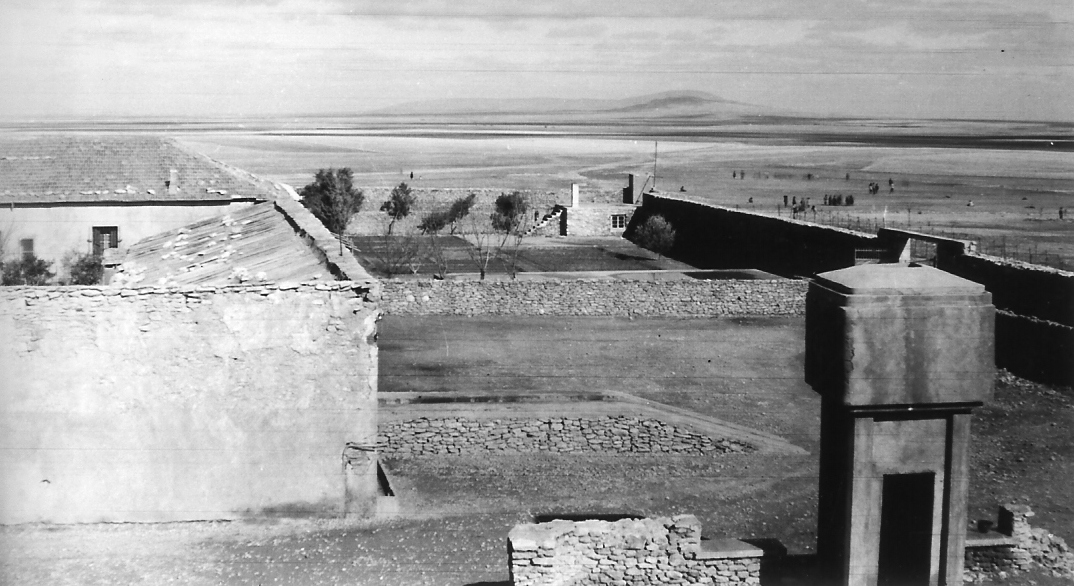
فصيلة متخصصة اداريا ,مزرعة سابقة محصنة أحد مراكز الحراصة يظهر في خلفية الصورة .الخزان المائي حول الى مرش للاطفال المدرسة.

الفصائل المتخصصة إدارياً هي برنامج عسكري-مدني فرنسي في الجزائر الفرنسية، شُغّل من 1955 حتى 1962.
كانت مهمة هذه الفصائل استرجاع  السلم في المناطق التي كانت متواجدة فيه ومن جهة أخرى نشر الفكر  الكلونيالي الذي يتجلى في نشر فكرة الجزائر الفرنسية من خلال  توفير المدارس للاطفال الرعاية الصحية والمجتمعية للسكان   المحليين وسكان الأرياف والمناطق المعزولة المسلمة لاستمالتهم  لبقاء الجزائر فرنسية والتأكد من عدم اتجاههم إلى  مقاومة الاحتلال وقد كانت تهدف أيضا نشر التفرقة والتجسس على الجزائريين وقطع الصلة بين الشعب والثورة.

## النشأة
أنشئت هذه الفصائل بقرار من الحاكم العام للجزائر جاك سوستال في 26 سبتمبر 1955، ونشر في الجريدة الرسمية الجزائرية في 30 سبتمبر  سنة 1955 تحت رقم 78.
نشرت المهمات العامة لقادة هذه الفصائل للحصول على مرسوم رئاسي من الرئيس الفرنسي شارل ديغول (رقم 019-59 بتاريخ 2 سبتمبر 1959).
انتهت مهمة البرنامج باستقلال الجزائر، حيث حُلّ سنة 1962.